# Ahmad ibn Majid
Aḥmad ibn Mājid (nombre completo: Ḥājj al-Ḥaramayn al-Sharīfayn Shihāb al-Dīn Aḥmad ibn Mājid ibn Muḥammad ibn ʿAmr ibn Faḍl ibn Duwayk ibn Yūsuf ibn Ḥasan ibn Ḥusayn ibn Abī Muʿallaq al-Saʿdī ibn Abī Rakāʾib al-Najdī (en árabe: حاج الحرمين الشريفين شهاب الدين أحمد بن ماجد بن محمد بن عمر بن فضل بن دويك بن يوسف بن حسن بن حسين بن أبي معلق السعدي بن أبي الركايب النجدي‎), es el más famoso y prolífico de los pilotos árabes del Océano Índico. Ibn Mājid (aprox. 1418–1501) nació en el territorio que corresponde hoy al Emirato de Ras al Jaima, en los Emiratos Árabes Unidos. Durante el siglo XX Ibn Mājid adquirió cierta notoriedad entre los historiadores gracias la noción errónea de que  había sido el piloto que guio la flota de Vasco da Gama desde la costa de África hasta la India.
Ibn Mājid es uno de los representantes principales de la tradición milenaria de navegación astronómica en los mares de Asia, especialmente las rutas del Índico norte entre la península arábiga, la costa oriental de África y la India.

## Obras
Los manuscritos de las obras de Ibn Mājid, variando en edad desde el siglo XV hasta el siglo XVIII, se encuentran en bibliotecas de todo el mundo. Sus obras consisten de unos treinta tratados náuticos en verso y una obra grande en prosa, su Fawāʾid. Prácticamente toda la obra ha sido editada y publicada en árabe, pero sólo la prosa y algo de los versos ha sido traducido a lenguas occidentales.
- Al-Ḥāwiyat al-ikhtiṣār fī uṣūl ʿilm al-biḥār (Resumen completo de los principios de ciencia marítima).
- Kitāb al-Fawā’id fī Uṣūl ʿIlm al-Baḥr wa’l-Qawāʿid (Comentarios a los principios y fundamentos de la la ciencia del mar), editado y publicado por Ibrahim Khoury en Damasco, Academia de la lengua árabe, 1970; más recientemente por Ḥasan Ṣaliḥ Shihāb, Abū Dhabi, 2012. Traducción inglesa de G. Tibbetts, 1971.